# Eliseu Climent

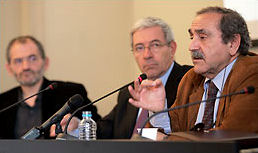
Eliseu Climent (à droite) au cours d'une conférence de presse

Eliseu Climent, né le 12 novembre 1940 à Llombai, est un promoteur culturel et entrepreneur de la Communauté valencienne (Espagne), région où il est l'un des plus importants éditeurs.

## Biographie
Personnage controversé, il s'est fait connaître pour ses fermes prises de position opposées au blavérisme, en défense de l'unité de la langue catalane et en faveur du rapprochement des cultures valencienne et catalane,,,,. Il est président de l'association de promotion culturelle Acció Cultural del País Valencià et directeur du journal El Temps.
Au début des années 1960, il est promoteur des revues culturelles Diàleg et Concret. À partir de 1968, il réalise une grande partie de son travail à travers la maison d'édition Tres i Quatre.
En 1983 il reçoit la Creu de Sant Jordi, distinction décernée par la Generalitat de Catalogne.